# Laeva
Laeva (em estoniano:  Laeva vald) é um município rural estoniano localizado na região de Tartumaa.

## Galeria

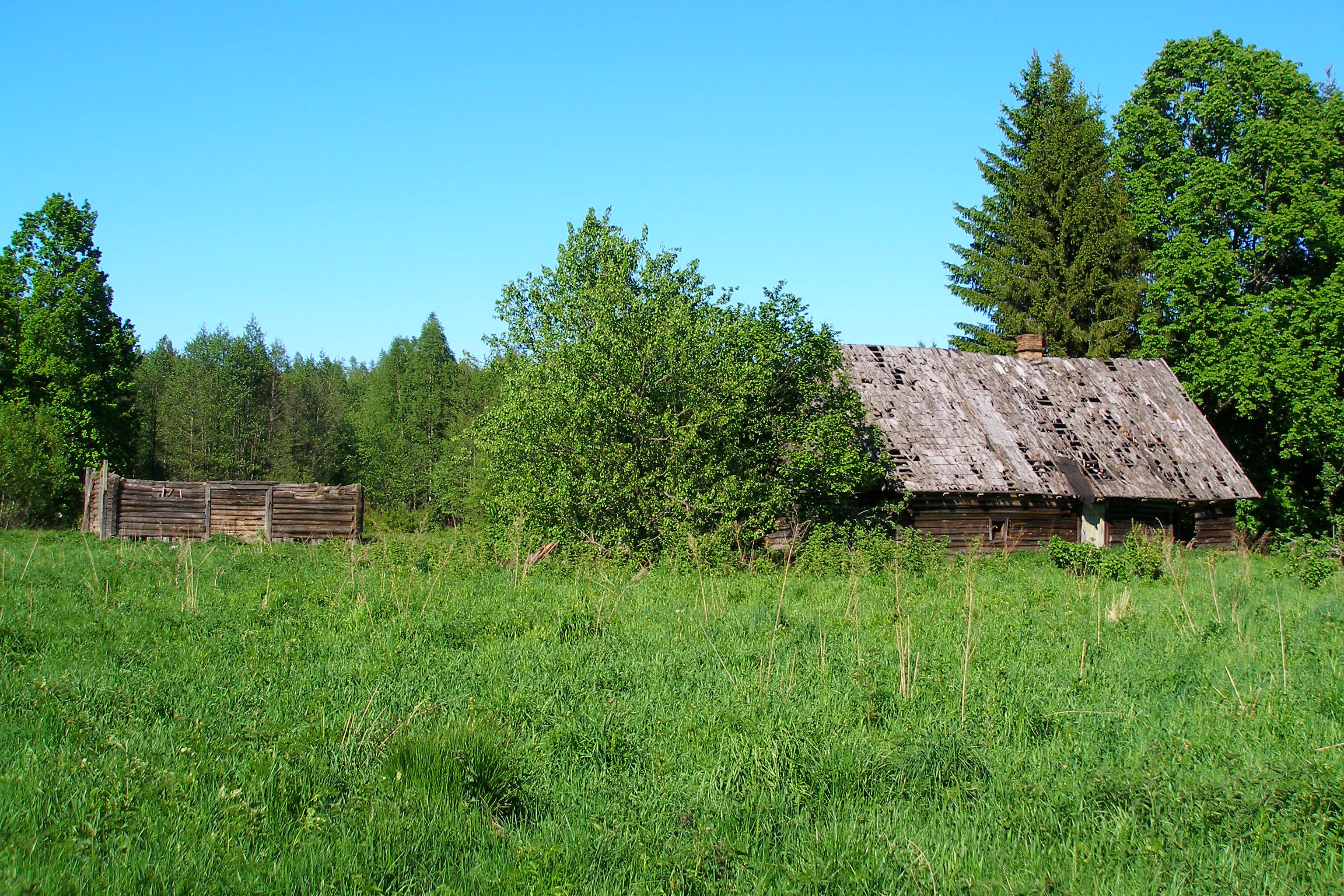
Casebre em uma fazenda Reserva Natural Alam-Pedja, em Valmaotsa.